# Cisco IOS
Pour les articles homonymes, voir IOS (homonymie).
Ne doit pas être confondu avec iOS.
Cisco IOS (abréviation de Internetwork Operating System, « système d'exploitation pour la connexion des réseaux »), anciennement IOS, est le système d'exploitation produit par Cisco Systems et qui équipe la plupart de ses équipements.

## Description
Cisco IOS est muni d'une interface en ligne de commande (accessible via telnet, port série et SSH). IOS peut disposer d'une interface web.
Différentes versions de l'IOS sont utilisées sur la gamme de routeurs, de points d'accès Wi-Fi et des commutateurs de la marque.

## Spécifications
Ce système de description a comme particularité de prendre immédiatement chaque changement de configuration en compte. Il utilise deux espaces distincts pour stocker sa configuration :
- la running-config, typiquement stockée en mémoire vive (RAM) et qui contient la configuration actuellement utilisée ;
- la startup-config, typiquement stockée en mémoire non volatile (NVRAM) et qui contient la configuration au démarrage du matériel.

C'est pourquoi lors de la fin de la configuration de l'IOS il ne faut pas oublier de copier la running-config à l'intérieur de la startup-config.

## Interface en ligne de commande avec Tcl
Les routeurs Cisco embarquent le langage Tcl via IOS. Ce qui donne accès à une interface en ligne de commande.
Exemple : tester des adresses IP
```
foreach
 
adresse
 
{

172.1.1.1
 

172.1
.1.2
 

172.1
.1.3
 

172.1
.1.4

}
 
{
ping
 
$adresse
}

tclquit

```